# Um meio
Um meio (1/2, ou {\displaystyle {\tfrac {1}{2}}\,}) é um número racional fracionário, o resultado da divisão de um por dois.
Aparece muito em equações, receitas, medidas, etc.

## Matemáticas
Um meio é um número racional que fica entre  0 e 1 (que são as identidades aditivas e multiplicativas) como o quociente dos primeiros dois números inteiros não zero, {\displaystyle {\frac {1}{2}}} . Tem duas representações decimais em decimal, o familiar {\displaystyle 0.5} e o periódico {\displaystyle 0.4{\overline {9}}}, com um par de expansões em qualquer base par; enquanto em bases ímpares, um meio tem representação que não termina, ele tem apenas uma representação com um componente fracional repetido (como {\displaystyle 0.{\overline {1}}}  em ternário e {\displaystyle 0.{\overline {2}}}  em quinário).
Multiplicação por um meio é equivalente a divisão por dois; conversamente, divisão por um meio é equivalente a multiplicação por dois.
Um número {\displaystyle n} elevado a um meio é igual à raiz quadrada de {\displaystyle n},
{\displaystyle n^{\tfrac {1}{2}}={\sqrt {n}}}.

### Propriedade
Um número hemiperfeito é um número inteiro positivo com um índice de abundância de metade de um ínteger:
{\displaystyle {\frac {\sigma (n)}{n}}={\frac {k}{2}}},
onde {\displaystyle k} é ímpar, e {\displaystyle \sigma (n)} é a função soma dos divisores. Os primeiros três números hemiperfeitos são 2, 24 e 4320.